# 肯尼斯·艾佛森
肯尼斯·E·艾佛森（英語：Kenneth E. Iverson，1920年12月17日—2004年10月19日）是一位计算机科学家，最重要的貢獻是開發了APL語言。1979年他因對數學表達式和編程語言理論的貢獻而得到图灵奖。
在哈佛大学當助理教授時，他發展了一套數學表達式來操作陣列，以便教授學生。1960年，他開始在IBM跟阿丁·法爾科夫工作，按他開發的數學表達式建立了APL語言。
其後他和許國華(Roger Hui)（出生于香港后去加拿大）發明了J语言。

## 書籍
- A Programming Language (1962年)